# Eumyzus hydrangi
Eumyzus hydrangi är en insektsart som beskrevs av Chakrabarti och Bhattacharya 1985. Eumyzus hydrangi ingår i släktet Eumyzus och familjen långrörsbladlöss. Inga underarter finns listade i Catalogue of Life.